# 摩特马彭巴勇敢俱乐部
摩特馬彭巴勇敢俱樂部（Daring Club Motema Pemba） 是位于民主刚果金沙萨的足球俱乐部。球队的主体育场为烈士体育场。

## 历史
俱乐部成立于1936年，在1949年之后更名为CS 伊马纳。球队在1970和1980年代的国内赛场成绩颇优，俱乐部在1985年在非洲优胜者杯和韦梅龙足球俱乐部的比赛中发生球迷骚乱后将队名改为现在的摩特马彭巴。

## 球队战绩
- 利奥波德维尔锦标赛 冠军: 1943, 1948, 1949
- 民主刚果杯 冠军: 1964, 1974, 1978, 1984, 1985, 1990, 1991, 1993, 1994, 2003, 2005
- 刚果民主共和国甲级联赛 冠军: 1963, 1964, 1974, 1978, 1989, 1994
- 刚甲杯  冠军: 1998, 1999, 2004, 2005
- Fécofa杯 冠军: 2002
- 金沙萨 (EPFKIN) 冠军: 1994, 2000, 2003, 2006
- 非洲优胜者杯 冠军: 1994